# Раимкулов, Шавкат Абдусаломович
Шавка́т Абдусало́мович Раимку́лов (узб. Shavkat Abdusalomovich Raimqulov; 7 мая 1984 года, Ангрен, Узбекская ССР, СССР) — узбекистанский футболист, защитник.
Начинал карьеру в ангренском клубе «Семург» в 2000 году. Играл за различные футбольные клубы Узбекистан. За навоийский «Зарафшан», ташкентский «Трактор», наманганский «Навбахор», «Андижан», «Бунёдкор», «Шуртан», «Насаф», «Актепа». Завершил карьерв в 2014 году в клубе «Бухара».
В 2003 году вместе с молодёжной сборной Узбекистана участвовал на молодёжном чемпионате мира 2003 в ОАЭ.
С 2004 года по 2009 год являлся членом национальной сборной Узбекистана. Всего сыграл за национальную сборную два матча в 2008 и 2009 годах против сборных Саудовской Аравии и Азербайджана соответственно. Между тем, в 2004 году вместе со сборной участвовал в Кубке Азии 2004 в Китае, где оставался в запасе.